# Baschnja-Nunatak
Der Baschnja-Nunatak (russisch Нунатак Башня Nunatak Baschnja) ist ein Nunatak an der Prinzessin-Astrid-Küste des ostantarktischen Königin-Maud-Lands. Er ragt südlich der Schirmacher-Oase auf.
Russische Wissenschaftler nahmen seine Benennung vor. Der weitere Benennungshintergrund ist nicht überliefert.